# Моя історія війни
Збірка «Моя історія війни» — результат Всеукраїнського конкурсу оповідань. Автори творів розповідають про власний досвід початку війни, про життя, яке перемагає смерть, про любов і надію посеред відчаю, про честь і гідність народу, про всемогутність Бoга у час людського безсилля та про глибоку віру у Бoжу присутність і Перемогу.
З початком повномасштабного вторгнення росії ми стали одночасно учасниками і свідками безлічі разючих подій — історій війни. Пастор та письменник, Сергій Сологуб, вирішив зібрати їх докупи. Разом з однодумцями, він запровадив конкурс, що одержав назву «Моя історія війни». Результати цієї ініціативи перевершили всі очікування — ми отримали неймовірно особисті, чесні та зворушливі історії. Команда журі відібрала (що було дуже непросто) найкращі роботи.
У травні 2023 року відбулася презентація Збірки, яка була надрукована видавництвом Місія Євразія

## Організатори конкурсу
- Media Association International[6],
- Ірпінська біблійна церква[7]
- «Місія Євразія»[5]
- Департамент освіти УЦХВЄ
- Українська баптистська теологічна семінарія[8]
- Riggins Rights Management[9]
- Літературний конкурс ім. Джона Буньяна[10]
- християнська газета «Вірую»[11]
- Інформаційний партнер: «Світле Радіо Еммануїл»[12].

## Команда журі
Оцінювали оповідання п'ятеро членів журі: Микола Романюк ― старший пастор Ірпінської біблійної церкви, Богдан Галюк ― заступник керівника Департаменту освіти Української Церкви Християн Віри Євангельської (УЦХВЄ), Людмила Бендус ― членкиня Спілки журналістів України та літературна редакторка газети «Вірую», Надійка Гербіш ― українська письменниця та перекладачка, Олена Дуб ― викладачка Української баптистської теологічної семінарії. Оповідання потрапляли до них без згадок про авторів ― так аналіз був об'єктивним.

## Про проект
Рік повномасштабної війни — рік утрат. Ми втрачаємо захисників. Ми втратили території. Утрачаємо будинки, близьких, друзів. У наших вікнах зникає світло, а з кімнат іде тепло.
Російські кулі та міни вбивають наших солдатів, забирають життя в мирних громадян. Російські генерали креслять на мапах червоні лінії, відтинаючи землю, на якій хтось із нас ступав перші кроки та в яку ховав своїх батьків. Кремлівський безумець гризе нашу країну як сухар і по всьому світі ніби крихти (а може, ніби іскри) розсіюються біженці — наші люди. Після влучань «ракет добра» зупиняються поїзди метро, гасне світло в багатоповерхівках та операційних, холод сковує мешканців міських будинків, темрява охоплює села. Є ще один наслідок війни — німота.
Надовго замовкло багато українців, які зіштовхнулися з ракетними обстрілами, досвідом біженства, звірствами загарбників, тотальною брехнею та вавилонською міццю пропаганди окупантів. Після криків болю та відчаю настає тиша. Німота смислів, неможливість і небажання ділитися тим, що ще дуже довго нестиме страждання. Багато біженців зі зруйнованих війною міст і сіл майже не говорять, лише ридають й показують світлини свого зруйнованого помешкання. Харківська дитина, до якої на День народження замість веселої ватаги гостей вломилися російські ракети й танки, припинила говорити, вона оніміла. Дитина лишилася живою, але війна вбила її День народження, забрала її голос.
Ми пам'ятатимемо загиблих героїв і підтримуватимемо руки тих, хто продовжує змагатися за наші свободу й життя. Ми вже повертаємо наші території. Наші біженці стають іскрами нового світла в нових країнах. Наші герої-енергетики повертають електрику й опалення в наші помешкання. Господь за нас і кожного нового дня цієї війни Він підтримує нас. Щоранку на запитання всього світу: «Чи жива ти, Україно?», як Даниїл у клітці з левами, ми відповідаємо: «Так, ми живі. Слава Бoгові, що дав нам побачити цей день».
Епіграфом до збірки публікуємо воєнні нотатки людини, яка до початку війни сама давала життя новим авторам та новим книжкам. У лютому 2022 ця людина ступила крок — з приміщення книжкового магазину до залитого водою окопу. Складаючи пошану Дмитрові Шандрі й багатьом тисячам захисників — християнам, мусульманам, атеїстам, агностикам — нашим героям, бажаю, аби ця історія війни зазвучала першою.

## Історії
Ознайомитися з історіями можна на сайті mywarstory.in.ua, ось деякі з них:
- Час війни
- Інакше не буде
- Мама
- Той, хто вже нас врятував
- Iз самого серця Марiуполя

## Переможці конкурсу
До редакції конкурсу надійшло тридцять вісім робіт. Кожна з історій вкотре проголосила: Бoг продовжує опікуватися людьми навіть посеред болю та страждань. За підсумками журі було обрано трьох переможців. Команда конкурсу привітала авторів з перемогою під час Zoom ефіру 3 жовтня.
1. Тимур Косимбеков отримав приз за твір «Із самого серця Маріуполя»
2. Світлана Флікян отримала приз за оповідання “Інакше не буде”.
3. Поліна Шимпф отримала приз за оповідання “180 дней тому вперёд, или Как наступает война. До річниці Незалежності”.